# Heilige graal

Virgin of the Holy Grail, door Dante Gabriel Rossetti

De heilige Graal of kort (de) Graal is een reliek of ander magisch voorwerp dat vanaf de twaalfde eeuw als motief dient in verschillende versies van de middeleeuwse Arthurlegende. Verschillende van deze legendes draaien om de Graal als een wonderbaarlijke beker, die met het Laatste Avondmaal van Jezus in verband wordt gebracht, en om de ridders op een queeste naar deze Graal en daarmee naar verlossing. Er zijn ook varianten waarin het een steen (lapis) is of een schaal. In de hoogmiddeleeuwse Graalmythe vermengen beelden uit het christendom en de feodale adel, decorstukken in de christelijke liturgie (in het motief van de kelk) en de cultus van relikwieën (zoals de Heilige Lans) zich met archetypische beelden en orale tradities van Keltische en Oosterse oorsprong.

## Etymologie
De etymologie van het woord 'graal' is onduidelijk. De meest waarschijnlijke bron is het Oudfranse graal, "beker" of "sleutel", dat verwant is aan het Occitaanse grazal. Vermoedelijk zijn deze woorden op hun beurt weer afgeleid van het Latijnse cratalis of gradalis en het Griekse κρατήρ, kratḗr, "krater (mengvat)".

## De legende van de queeste naar de Graal
Alle tradities beschrijven de Graal samen met een bloedende speer, die worden bewaakt in een ontoegankelijk kasteel, door de Graalkoning en de Graalridders. Er wordt gezegd dat de Graal geluk, eeuwige jeugd en voedsel in oneindige overvloed biedt.
Rond deze wonderbaarlijke en heilige beker van eeuwig leven bevindt zich een gemeenschap die lijdt aan gebrek. Dit komt tot uiting in verschillende beelden: de zwakheid van de koning, de onvruchtbaarheid van het koninkrijk (motief van terre gaste, het "braakliggende land"), de onvruchtbaarheid van de Graalsgemeenschap. Daarom wacht de Graalgemeenschap op een held die de Graalkoning kan verlossen en vervangen.

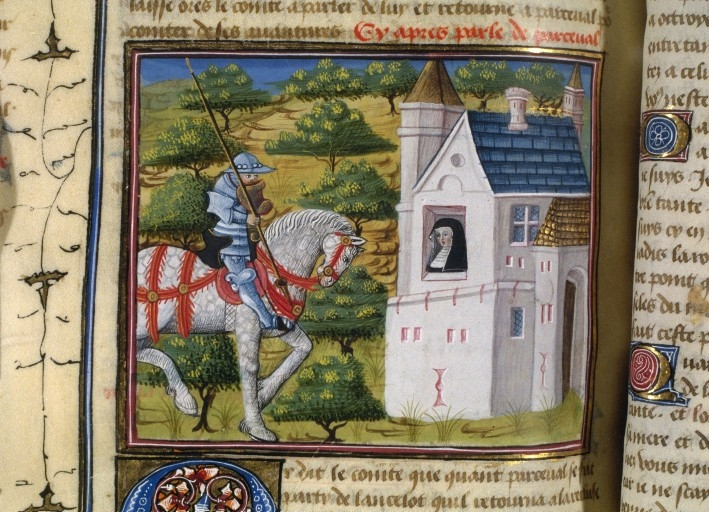
Ridderroman met een afbeelding van Perceval à la Recluserie

Deze held, Parzival (ook: Perceval, Peredur, Perlesvaus), Gawain, Galahad of Bors, waarin groot heldendom en puurheid samenkomen, groeit op buiten de wereld. Hij mist realiteitszin, daarom wordt hij ook wel "domme dwaas" of "grote dwaas" genoemd.
De held verlaat zijn beschutte huis en wil de grootste ridder van zijn tijd worden. Aan het hof van koning Arthur wordt hij geridderd en toegelaten tot de Orde van de Ronde Tafel. De held verdient respect voor zijn gedurfde wapengebruik en zijn naïeve karakter wanneer hij gewoon gaat zitten op de "plaats van gevaar".
De verhaallijnen van de afzonderlijke Graal-legendes lopen nu uiteen: of de held gaat alleen op zoek naar de Graal, of de Heilige Graal verschijnt als een stralend visioen aan de tafel van de Ronde Tafel, zodat alle ridders samen op zoek gaan naar zijn geheim. Hierna worden de avonturen van de ridders, die verschillende taken moeten oplossen, in verschillende variaties beschreven. De held komt steeds weer voor nieuwe puzzels te staan, zoals de juiste vraag stellen, trouw blijven aan zichzelf, een kasteel veroveren of onrecht wreken. Omdat in sommige Graallegenden de tovenaar Merlijn wordt gezien als de eigenlijke initiatiefnemer van de zoektocht naar de Graal, komt hij tussenbeide om te helpen.
Met smet verontreinigde ridders falen in de zoektocht naar de Graal. De held verandert tijdens de zoektocht naar de Graal, hij doet naast zijn moed en onschuld ook ervaring op. Uiteindelijk slagen de ridders samen of de held alleen in het onthullen van het geheim van de Heilige Graal. Door de acties van de held wordt de gewonde of zieke Graalwachter genezen en bloeit het verbrijzelde land weer op tot een paradijs. De held wordt de opvolger van de Graalwachter.

## Oorsprong en elementen van de legende

### Christelijke elementen
In de verschillende legendes is de Graal een schaal of beker waarin het bloed van Jezus door Jozef van Arimatea zou zijn opgevangen bij zijn kruisiging, de beker die Jezus gebruikte bij het Laatste Avondmaal, de speerpunt waarmee hij werd doorboord terwijl hij aan het kruis hing of een edelsteen die uit Lucifers kroon viel toen hij uit de hemel stortte. Ook de bovennatuurlijke krachten van de Graal variëren.
De Bijbel en kerkelijke schrijvers vermeldden de Graal niet en de Rooms-Katholieke Kerk negeerde de legende volledig, temeer omdat het verhaal aan de geschiedenis van de Britse Kerk bijna even veel waarde toeschreef als aan die van Rome.

### Keltische elementen
De middeleeuwse legende van de Graal is misschien geïnspireerd op eerdere verhalen uit de klassieke en Keltische mythologie, waarin sprake is van hoornen des overvloeds en magische ketels. De christelijke legende van de Graal zou een variant kunnen zijn van de Keltische mythe over een pot of ketel die eeuwig leven geeft of andere magische krachten heeft. Het lag immers in de lijn van de kerstening om heidense symboliek te verwerken in de christelijke doctrine.

### Overige
Scott Littleton suggereert een Scythisch-Iraanse oorsprong.

## De Graal in middeleeuwse werken
Chrétien de Troyes noemde de heilige Graal voor het eerst in de 12e eeuw in zijn graalroman Perceval ou le Conte du Graal. Perceval of Parzival is een ridder van de Ronde Tafel van Koning Arthur. Toch is deze Graal bij Chrétien nog niet wat hij in latere legenden is geworden. De Graal is hier un graal, een schaal of kelk, waaruit de Visserkoning een hostie neemt die hem voedt. De Graal zou magische krachten bezitten, zoals onsterfelijkheid, geneeskrachtige werking, en de mogelijkheid tot communiceren met God.
Daarna wordt de Graal in verschillende vertellingen genoemd, zoals in het epische meesterwerk Parzival van Wolfram von Eschenbach (ca. 1170-1220) en Estoire dou Graal van Robert de Boron. Volgens Robert de Boron is de Graal door Jozef van Arimathea in veiligheid gebracht. Sommigen beweren dat de Graal door een nakomeling van Jozef naar Glastonbury in Engeland werd gebracht.

## Moderne Graalmythes

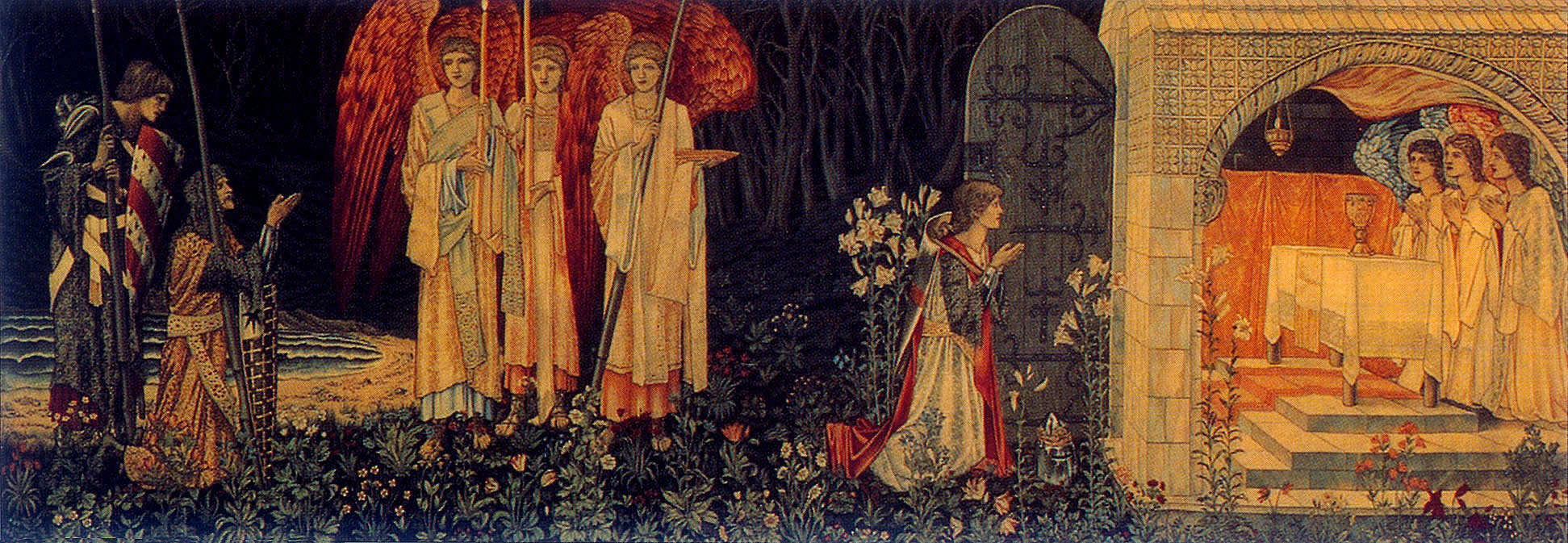
De zoektocht naar de heilige Graal door Sir Edward Burne-Jones

De heilige Graal heeft door de eeuwen heen talloze auteurs geïnspireerd tot zogenoemde graalromans. In deze romans komen vaak geheimen, mysteries, complottheorieën en geheime orden voor. Ook de Tempeliers komen regelmatig voor als degenen die de Graal verborgen hebben.
Sommige graalromans zijn gebaseerd op de theorie dat de heilige Graal naar het zuiden van Frankrijk werd gebracht, naar de Languedoc. Verondersteld werd dat de Graal zich bevond in het Kasteel van Montségur, de laatste vesting van de katharen, later door een kruistocht uitgeroeid. De legende werd versterkt doordat er vlak voor de val van de burcht enkele leiders eruit zouden zijn ontsnapt. Dit gaf aanleiding tot de speculatie dat zij de Graal mee hadden genomen.
Michael Baigent, Henry Lincoln en Richard Leigh publiceerden het boek Het heilige bloed en de heilige graal, waarin de theorie over een nageslacht van Jezus werd geponeerd. Dit thema werd ook verkend door Laurence Gardner in Bloodline of the Holy Grail.
Lynn Picknett en Clive Prince beschreven in hun boek The Templar Revelation verschillende mythen over vrijmetselarij, katharen, tempeliers, met een knipoog naar Maria Magdalena en Johannes de Doper.

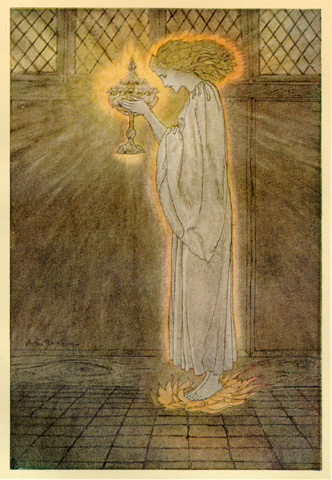
Sangreal door Arthur Rackham, 1917 (uit The Romance of King Arthur and His Knights of the Round Table)

Andere werken borduren voort op de theorie dat de heilige Graal een aantal documenten is. Deze documenten zouden het bewijs vormen dat Jezus getrouwd was met Maria Magdalena. Uit dit huwelijk zou Sarah zijn geboren. Deze documenten werden sangreal genoemd, een woord dat op twee manieren te splitsen valt: san-greal (heilige Graal) en sang-real (koninklijk bloed: verwijzend naar de bloedlijn van Maria Magdalena). Dan Brown gebruikte dit thema in zijn roman De Da Vinci Code uit 2003. Brown spreekt in zijn verhaal van een samenzwering van de Rooms-Katholieke Kerk tegen de heilige Graal. De documenten zouden bewijzen dat Jezus afstammelingen zou hebben en dat er op dit moment nog erfgenamen van Jezus op de wereld zouden rondlopen.

## Interpretaties
Een economische interpretatie van De Troyes' graallegende, die teruggaat op Richard Wagner, is dat de Graal symbool staat voor een nieuwe vorm van financieel gewin, de sakh of (in de verbeelding, blanco) cheque die Joodse handelaren vanuit Arabië in het middeleeuwse Europa hadden geïntroduceerd. De alleen rondreizende ridder (op zichzelf een onrealistische figuur) zou dan een geromantiseerde vertegenwoordiger zijn van de opkomende klasse van handelaars. Deze interpretatie wordt kracht bijgezet doordat de legende zijn bekendste vertolker vindt te Troyes, een belangrijk handelscentrum tijdens de hoge middeleeuwen.
Anderen beweren dat het bij de zoektocht naar de heilige Graal enkel gaat om de zoektocht naar het goddelijke in ons. Gezien de bronnen en de thematiek zou het hier vooral gaan om een gnostisch tafereel.

## Uitdrukking
De uitdrukking 'naar de heilige graal streven' betekent iets (bijvoorbeeld een bepaald ideaal) willen bereiken dat niet mogelijk is of lijkt. In min of meer dezelfde zin wordt de uitdrukking ook gebruikt om een zoektocht aan te duiden naar om zeldzame producten die zich in uitmuntende conditie, liefst ongebruikte staat bevinden en/of waarmee een ideaal resultaat kan worden bereikt. Voorbeelden hiervan zijn een exemplaar van The white album van The Beatles met serienummer 0000001 of verloren gewaande opnames van dezelfde band, maar ook het ontdekken hoe koude kernfusie gerealiseerd kan worden.